# Pencran
Pencran (bretonsky Penn ar C'Hrann) je francouzská obec v departementu Finistère v Bretani.

## Vývoj počtu obyvatel
Počet obyvatel

## Památky
- enclos paroissial ze 17. století
- capella beatae Mariae de Pentran z roku 1363 s kalvárií
- gotický kostel Notre Dame z 16. století s obdélníkovým půdorysem
- panské sídlo Karmadec